# Société d'études basques
La Société d'études basques (basque: Eusko Ikaskuntza, espagnol: Sociedad de Estudios Vascos), aussi connue par son acronyme EI-SEV, est une institution scientifico-culturelle créée en 1918 par les députations forales d'Alava, de Biscaye, du Guipuscoa et de Navarre dans l'intention "d'être une ressource stable et durable pour développer la culture basque" Les membres de cette communauté sont réunis dans des sections scientifiques distinctes. C'est la seule institution décernant des distinctions dans diverses discipline scientifiques officiellement implantée en communauté autonome du Pays basque, en Navarre et au Pays basque français. Elle décerne, entre autres, le Prix Manuel-Lekuona.
La Société fonctionne comme une université privée avec la collaboration pluri-institutionnelle d'Institutions publiques. 
Son siège est à Saint-Sébastien, avec des bureaux et des délégations à Bayonne, Pampelune, Vitoria-Gasteiz et Bilbao.

## Histoire
La société fut créée lors du premier congrès des étudiants basques, tenu en septembre 1918 à Oñati avec le parrainage des députations d'Alava, de Biscaye, du Guipuscoa et de Navarre dans le but de "réunir tous les amoureux du Pays basque qui, soucieux de la restauration de la personnalité de celui-ci, souhaitent promouvoir sa culture par des moyens appropriés". Ce congrès était présidé par Alphonse XIII
Elle a reçu un chêne comme emblème et la devise "Asmoz ta jakitez" ("Pour le talent et le savoir"). La société a très vite acquis une renommée mondiale. De nombreux intellectuels ont collaboré à des travaux de recherche lors de réunions et de conférences.  
Dirigée par un comité exécutif et un conseil permanent, ainsi qu'un conseil général réuni de manière périodique. Ses membres sont regroupées en sections qui couvrent pratiquement toutes les branches de la connaissance. Ses travaux sont publiés dans un semestriel, Revue Internationale des Études Basques.
Le deuxième congrès des étudiants Basques s'est déroulé à Pampelune du 18 au 25 juillet 1920 et fut consacré à l'enseignement des questions sociales et économiques.
Arturo Campión a été président d'honneur au début. Il a connu des moments difficiles au cours de la dictature de Primo de Rivera, mais s'est épanouie au cours de la Seconde République, quand il a été sollicité pour rédiger les statuts d'Estella, en 1931, puis, pendant la guerre civile espagnole, à son bureau au Pays basque français, où il a permis la tenue de plusieurs congrès. En 1976, l'assemblée générale réunie à nouveau à Oñati a approuvé la reprise des activités de la Société d'études basques sous la présidence de José Miguel de Barandiarán Ayerbe.
En 1948, à l'occasion du VIIe Congrès de la société, est créée une « journée internationale de la langue basque » fêtée tous les 3 décembre.
En 1993, la Société d'études basques reçoit le prix Argizaiola au Salon du livre et du disque basques de Durango.

## Présidents

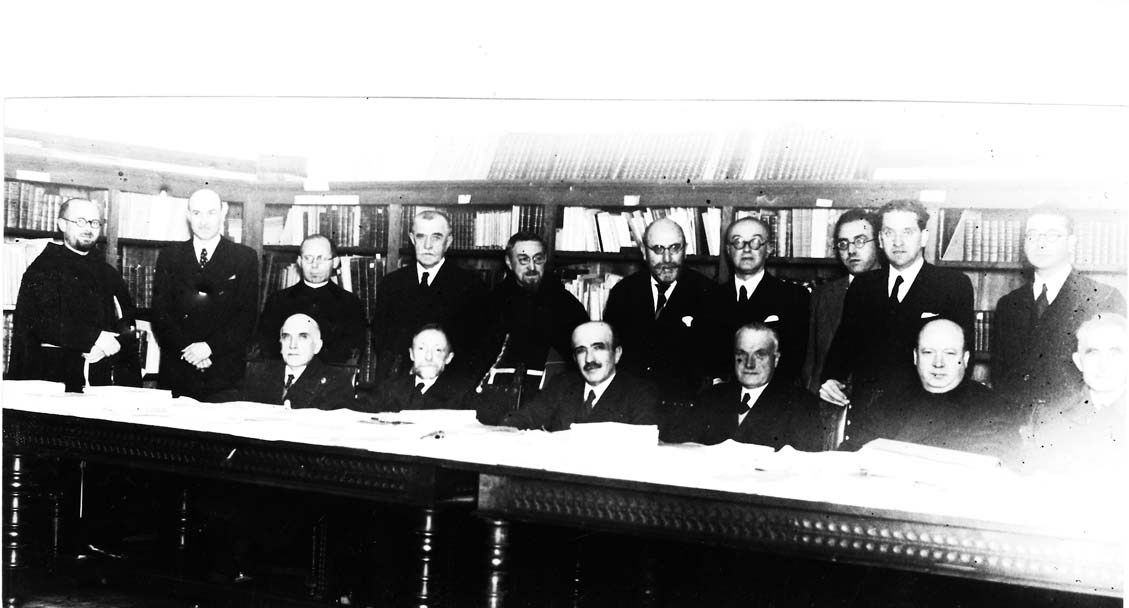
Le Biltzar de 1935. De droite à gauche debout, Anizeto Olano, Francisco Basterretxea, Joxe Migel Barandiaran, Claudio Armendaritz, Aita Donostia, Juan Allende Salazar, Angel Apraiz, Justo Garate, Manuel Irujo et Pedro Garmendia. Assis, Julio Urkixo, Telesforo Aranzadi, Julian Elorza, Docteur Lerenboure, Juan Zaragueta et Seber Altube.

- José Miguel de Barandiarán Ayerbe (1978-1991)
- Gregorio Monreal (1992-1996)
- Juan José Goiriena de Gandarias (1996-2002)
- Javier Retegi (décembre 2002-décembre 2008)
- José María Muñoa (depuis le 26 décembre 2008)

## Sections scientifiques
La Société travaille dans 15 sections scientifiques : 
- Communication
- Sciences sociales et Économie
- Droit
- Enseignement
- Anthropologie-Ethnographie
- Folklore
- Physique, Chimie et Mathématiques
- Sciences de la Médecine
- Sciences Naturelles
- Arts Plastiques et Monumentaux.
- Musique
- Cinématographie
- Langue et Littérature.
- Préhistoire-Archéologie.
- Histoire-Géographie.

## Revue internationale des études basques
La Revue internationale des études basques (RIEV) est un instrument essentiel des travaux accomplis par la Société d'études basques. Rééditée, elle reste une source importante où l'on retrouve les travaux de nombreux savants tels qu'Aranzadi, Barandiaran et bien d'autres.

## Section de Bayonne
La branche « Pays basque nord » de la Société possède un bureau à Bayonne (51 quai Jaureguiberry) et est présidée par Jean-Claude Larronde.

## Fondations
- Fondation Asmoz
- Fondation Euskomedia
- Fondation Barandiaran